# Syrphus fasciventris
Syrphus fasciventris är en tvåvingeart som beskrevs av Camillo Rondani 1851. Syrphus fasciventris ingår i släktet solblomflugor, och familjen blomflugor.
Artens utbredningsområde är Ecuador. Inga underarter finns listade i Catalogue of Life.